# 中国人民解放军少将
中国人民解放军少将，是中国人民解放军的现行第三高军衔。
根据2021年印发的《现役军官管理暂行条例》，解放军少将军衔依军种划分，分别称陆军少将、海军少将、空军少将、火箭军少将，授予解放军军级主官（6级）、军级副职（7级）军官。根据《中国人民武装警察部队实行警官警衔制度的具体办法》，中国人民武装警察部队实行警衔制度。武警部队对应设置武警少将警衔，授予武警部队军级主官（6级）、军级副职（7级）警官。本条目将解放军少将军衔与武警少将警衔合并叙述。

## 沿革

### 1955年军衔制少将衔
1955年9月，中国人民解放军正式实施军衔制度，当时，少将为将官中的第四级即最低一级，其上为大将、上将、中将。在这段时间，中国人民解放军共授予少将军衔1360人。
1965年，中国取消了军衔制度，直到1988年颁布新的军衔制度之前，这23年中中国人民解放军没有军衔。

### 1988年军（警）衔制少将衔
1988年9月，解放军重新实行军衔制。根据新颁布的《中国人民解放军军官军衔条例》规定设立了少将军衔。同年12月，武警部队实行警衔制，基本参照解放军军衔执行。在1988年颁布的军衔制度中，少将仍为将官的第四级即最低一级，但将官中最高一级即一级上将一直空缺。直至1994年，一级上将从将官中移除后，将官由四级降至三级，但少将仍为将官的最低一级。之后的日子军衔制度修订中将官这一等级没有变化。
1994年5月，第八届全国人大常委会第七次会议通过了《关于修改〈中国人民解放军军官军衔条例〉的决定》，副大军区职编制军衔中将、少将；正军职编制军衔少将、中将；副军职编制军衔少将、大校；正师职编制军衔大校、少将。
2019年12月，中央军委办公厅印发《关于先行调整军级以上军官军衔晋升有关政策的通知》。《通知》要求，以构建军衔主导军官等级制度为指向，通盘考虑不同职级、不同类型军官军衔晋升政策调整，从指挥管理类军级以上军官这个重点切入，分步组织、压茬推进，逐层逐级理顺军衔级别与职务等级对应关系。根据《通知》要求，少将军衔实际上成为军级主官（6级）、军级副职（7级）的唯一编制军衔。如果有大校军衔的将领提任军级副职领导职务，即同时意味着晋升少将军衔。

## 晋衔条件
正師級、副軍級、正軍級可能為少將，少將達到60歲未能晉升則需退役。
晉升少將的時間為選升，以軍官所任職務、德才表現和對國防建設的貢獻為依據。

## 少将军（警）官名单

### 1955年授予
1955年9月25日至29日，共授予798名中國人民解放軍將領以少將軍銜。此后至1958年，又相继授予8名中國人民解放軍將領以少將軍銜。合计共授予少将军衔806人。
第一次授予的798位少将名单是：
丁盛、丁世方、丁先國、丁武選、丁榮昌、丁萊夫、卜萬科、于權伸、萬振西、马龙、馬輝、馬衛華、馬文波、馬白山、馬忠全、馬澤迎、馬琮璜、馬爾果夫·伊斯哈科夫、王直、王勝、王屏、王謙、王力生、王才貴、王之平、王義勳、王六生、王文介、王文軒、王文模、王雲霖、王平水、王東保、王永浚、王蘭麟、王再興、王光華、王全國、王兆相、王興綱、王遠芬、王啟明、王良太、王若傑、王英高、王其梅、王奇才、王明坤、王明貴、王學清、王誠漢、王紹南、王政柱、王奎先、王貴德、王振祥、王振乾、王健青、王效明、王智濤、王集成、王蘊瑞、王德貴、王耀南、車敏瞧、韋祖珍、尤太忠、牛書申、方正、方槐、方之中、方子翼、方升普、方國華、方國安、方國南、鄧嶽、鄧少東、鄧東哲、鄧龍翔、鄧仕俊、鄧兆祥、鄧克明、鄧家泰、孔飛、孔令甫、孔俊彪、甘思和、甘祖昌、石志本、石忠漢、石新安、左齊、龍潛、龍飛虎、龍開富、龍書金、龍道權、龍福才、帥榮、葉明、葉長庚、葉運高、葉青山、葉蔭庭、葉建民、葉楚屏、卢克、盧仁燦、盧紹武、盧南樵、田厚儀、史可全、白志文、白壽康、吉合、成少甫、匡斌、廷懋、喬信明、朱光、朱军、朱雲謙、朱火華、朱聲達、朱紹田、朱紹清、朱虛之、朱耀華、伍瑞卿、仲曦東、任榮、任昌輝、買買提伊敏·伊敏諾夫、向守志、劉義、劉豐、劉何、劉昌、刘昂、刘放、刘春、劉湧、劉彬、劉鵬、劉子雲、劉子奇、劉少卿、劉中華、劉文學、劉玉堂、刘永生、劉永源、劉有光、劉華香、劉華清、劉興隆、劉亨雲、劉其人、劉賢權、劉居英、劉紹文、劉秉彥、劉顯宜、劉振國、劉振球、劉健挺、劉清明、劉輝山、劉祿長、劉錦平、劉新權、劉福勝、劉毓標、劉德海、劉鶴孔、劉懋功、齊勇、齊釘根、江文、江擁輝、江勇為、江騰蛟、江燮元、湯池、湯光恢、安東、安志敏、關盛志、興中、阮賢榜、孫三、孫光、孫文采、孫儀之、孫克驥、孫潤華、孫超群、孫端夫、杜文達、杜國平、嚴光、嚴政、嚴俊、嚴慶堤、蘇進、蘇魯、蘇鼇、蘇啟勝、蘇煥清、李元、李平、李發、李貞、李治、李勃、李信、李覺、李真、李基、李銓、李震、李毅、李人林、李士才、李夫克、李開湘、李木生、李少元、李中權、李化民、李长暐、李文清、李水清、李書全、李書茂、李丙令、李世安、李世焱、李布德、李光輝、李兆炳、李慶柳、李泛山、李赤然、李呈瑞、李佐玉、李伯秋、李迎希、李良漢、李國厚、李荊璞、李鐘奇、李儉珠、李桂林、李振声、李致遠、李建良、李家益、李資平、李繼開、李彬山、李曼村、李逸民、李輝高、李景瑞、李道之、李福澤、李德生、李耀文、楊大易、楊中行、楊世明、楊漢林、楊永松、楊尚高、楊尚儒、楊樹根、楊俊生、楊銀聲、楊煥民、楊植亭、楊嘉瑞、萧前、萧元礼、萧文玖、萧永正、萧永銀、萧全夫、萧远久、萧应棠、萧学林、萧思明、萧新春、吳西、吳忠、吳岱、吳烈、吳濤、吳習智、吳子傑、吳世安、吳華奪、吳自立、吳林煥、吳泳湘、吳宗先、吳誠忠、吳榮正、吳保山、吳瑞山、吳嘉民、吳融鋒、何輝、何以祥、何正文、何光宇、何廷一、何運洪、何克希、何志遠、何柱成、何濟林、何振亞、何能彬、何維忠、何敬之、何輝燕、何德慶、邱蔚、邱子明、邱先通、邱會魁、邱國光、邱相田、佘積德、余非、余明、余成斌、余光茂、余克勤、余述生、余品軒、余洪遠、谷廣善、谷景生、鄒衍、鄒國厚、鄒善芳、閔學勝、閔鴻友、況開田、況玉純、汪易、汪乃貴、汪少川、汪東興、汪克明、汪洪清、汪家道、沙克、沈啟賢、宋文、宋玉琳、宋慶生、宋承志、宋維栻、宋景華、宋獻璋、張忠、張和、張雄、張瑞、張萬春、張廣才、張雲龍、張元培、張開荊、張開基、張太生、張日清、張文舟、張文碧、張書祥、張平凱、張正光、張世珍、張漢丞、張吉厚、張西三、張百春、張光華、張廷發、張廷楨、張闖初、張汝光、張步峰、張秀川、張秀龍、張希才、張希欽、張松平、張英輝、張明遠、張國傳、張宗勝、張學思、張駕伍、張春森、張樹芝、張貽祥、張濟民、張遜之、張海棠、張培榮、張梓楨、張崇文、張銍秀、張新華、張雍耿、張竭誠、張震東、張潮夫、陳力、陳沂、陳宏、陳奇、陳波、陳欽、陳浩、陳熙、陳德、陳士法、陳雲開、陳仁洪、陳文彪、陳外歐、陳發洪、陳坊仁、陳華堂、陳遠波、陳志彬、陳伯祿、陳茂輝、陳明義、陳忠梅、陳金鈺、陳宗坤、陳宜貴、陳信忠、陳美福、陳美藻、陳挽瀾、陳鐵君、陳海涵、陳銳霆、陳福初、陳德先、陳鶴橋、林偉、林浩、林彬、林遵、林忠照、林接標、范明、范子瑜、范陽春、范忠祥、幸元林、歐陽平、歐陽家祥、歐致富、易耀彩、羅雲、罗通、羅章、羅斌、羅仁全、羅文坊、羅成德、羅華生、羅亦經、羅應懷、羅坤山、羅若遐、羅桂華、羅野崗、羅維道、羅湘濤、金世柏、金如柏、金忠藩、金紹山、周彬、周維、周文在、周長庚、周長勝、周世忠、周發田、周志剛、周純麟、周明國、周學義、鄭三生、鄭大林、鄭國仲、鄭效峰、上官宗禮、孟慶山、胡大榮、胡正平、胡華居、胡備文、胡定千、胡榮貴、胡炳雲、胡繼成、胡登高、封永順、查玉升、查國楨、趙傑、趙俊、趙一萍、趙文進、趙正洪、趙東寰、趙蘭田、趙國泰、趙承金、趙冠英、趙章成、鍾偉、鍾輝、鍾人仿、鍾元輝、鍾文法、鍾生溢、鍾發宗、鍾國楚、鍾明彪、鍾炳昌、鍾輝琨、侯世奎、段蘇權、段煥競、段德彰、洪水、宮乃泉、姜齊賢、薑茂生、祖農·太也夫、祝世鳳、胥光義、胥治中、姚運良、姚國民、姚醒吾、賀健、賀大增、賀東生、賀吉祥、賀光華、賀慶積、賀晉年、賀振新、賀盛桂、秦化龍、桂紹彬、索立波、袁光、袁淵、袁也烈、袁克服、袁佩爵、袁學凱、栗在山、賈陶、賈若瑜、夏耀堂、錢江、錢信忠、倪南山、徐斌、徐文烈、徐光華、徐體山、徐其孝、徐其海、徐國夫、徐國賢、徐國珍、徐紹華、徐德操、殷希彭、翁祥初、郭奇、郭成柱、郭林祥、郭卓辛、郭金林、郭寶珊、郭炳坤、郭維城、高存信、高志榮、高體乾、高厚良、高朗亭、高維嵩、唐凱、唐鐸、唐子安、唐青山、唐金龍、唐哲明、唐健如、唐健伯、涂則生、涂錫道、資鳳、陶漢章、陶國清、梅嘉生、黃遠、黃霖、黃一平、黃仁廷、黃文明、黃正清、黃玉昆、黃玉庭、黃立清、黃有鳳、黃光霞、黃連秋、黃作珍、黃忠學、黃忠誠、黃徑琛、黃煒華、黃榮海、黃思沛、黃勝明、黃振棠、黃曹龍、黃朝天、黃惠良、黃新友、黃德魁、曹廣化、曹丹輝、曹玉清、曹達諾夫·扎義爾、曹光琳、曹傳贊、曹思明、曹德連、盛治華、常玉清、崔建功、符確堅、康健民、閻捷三、梁仁芥、粱玉振、粱達三、韓衛民、韓東山、彭盛、彭龍飛、彭壽生、彭顯倫、彭勝標、彭清雲、彭富九、彭德清、董永清、董洪國、蔣克誠、覃士冕、覃國翰、喻新華、喻縵雲、程世清、程業棠、程悅長、程儒珍、傅傳作、傅紹甫、傅春早、傅家選、傅繼澤、傅崇碧、舒行、魯加漢、魯瑞林、童陸生、童國貴、童炎生、遊好揚、游勝華、曾生、曾征、曾威、曾美、曾滌、曾光明、曾旭清、曾如清、曾克林、曾育生、曾保堂、曾憲池、曾祥煌、曾敬凡、曾雍雅、謝良、謝明、謝銳、謝斌、謝雲暉、謝正榮、謝立全、謝甫生、謝錫玉、謝勝坤、謝振華、謝家祥、謝福林、謝鏜忠、賴光勳、賴春風、雷震、雷永通、雷紹康、解方、詹大南、詹化雨、闕中一、蔡永、蔡長元、蔡長風、蔡炳臣、蔡愛卿、裴志耕、裴周玉、管松濤、廖成美、廖運周、廖述雲、廖政國、廖冠賢、廖海光、廖鼎祥、廖鼎琳、漆遠渥、譚開雲、譚友夫、譚友林、譚文邦、譚右銘、譚知耕、譚善和、熊飛、熊奎、熊挺、熊晃、熊兆仁、熊作芳、熊伯濤、熊應堂、黎光、黎化南、黎東漢、黎有章、黎錫福、樊學文、樊哲祥、顏東山、顏金生、顏德明、潘峰、潘焱、潘世征、潘壽才、潘振武、薛少卿、戴文彬、戴正華、戴潤生、魏鎮、魏天祿、魏傳統、魏洪亮
1955年11月－1958年10月之间相继授予的8位少將是：
- 周子禎（1955年11月授予）
- 慕生忠（1955年12月授予）
- 凱墨·索南旺堆（1956年3月12日授予）
- 黃鵠顯（1956年6月13日授予）
- 白天（1957年3月26日授予）
- 王鳳梧（1957年9月20日授予）
- 王赤軍（1958年1月10日授予）
- 桑頗·才旺仁增（1958年10月授予）

### 1961年晋升
1961年至1963年之间，共晋升233名大校軍官為少將軍銜。
其中1961年8月晋升的218位少将名单是：
丁甘如、丁本淳、于笑虹、马冠三、王文、王亢、王晓、王大华、王全珍、王庆生、王作尧、王泮清、王定烈、王学武、王绍渊、王砚泉、王焕如、王黎生、方中铎、邓可运、邓忠仁、孔峭矾、尹明亮、左爱、龙炳初、龙振彪、叶超、叶泰清、叶道友、卢文新、史进前、史景班、冯仁恩、冯丕成、冯维精、兰廷辉、边疆、吕清、吕仁礼、吕炳安、吕黎平、朱士焕、朱春和、朱家胜、任思忠、邬兰亭、刘克、刘林、刘瑄、刘镇、刘大煜、刘月生、刘发秀、刘国柱、刘善福、刘静海、刘耀宗、江波、江峰、江鸿海、许培仁、祁开仁、阮汉清、孙正、孙干卿、孙继争、杜屏、杜西书、杜瑜华、来光祖、李彬、李静、李长如、李永悌、李发应、李君彦、李际泰、李国良、李定灼、李振邦、李梓斌、李懋之、杨力、杨卓、杨文安、杨世荣、杨怀珠、杨国宇、杨思禄、杨辉图、萧平、萧森、萧锋、萧大荃、萧荣昌、萧德明、吴罡、吴克之、吴钊统、吴纯仁、吴树声、吴振挺、何家产、余潜、汪祖美、宋学飞、张华、张英、张明、张钧、张衍、张乃更、张力雄、张子明、张如三、张怀忠、张宜爱、张树才、张显扬、张缉光、张蕴钰、张震寰、陈挺、陈祥、陈彬、陈中民、陈亚夫、陈其通、林真、林茂源、范保顺、欧阳奕、罗厚福、罗洪标、周涌、周则盛、周家美、郑友生、郑旭煜、郑贵卿、相炜、胡炜、胡云生、胡友之、胡立声、胡秉权、胡鹏飞、赵汇川、赵易亚、赵承丰、赵炳伦、赵晓舟、赵遵康、钟发生、侯正果、段思英、姜钟、姚克佑、贺俊侦、桂绍忠、耿锡祥、袁彬、袁福生、柴成文、徐明、徐介藩、徐光友、殷国洪、郭廷万、郭延林、高锐、高立忠、高德西、席舒民、唐明、梅盛伟、黄厚、黄经耀、曹中南、曹灿章、崔文斌、符先辉、康庄、康林、梁军、梁金华、梁辑卿、韩庄、彭方复、彭施鲁、董超、董志常、董启强、程明、程启文、程登志、温先星、曾凡有、曾庆良、曾新泮、谢正浩、谢忠良、赖达元、靳虎、蒲大义、雷钦、雷英夫、雷起云、訾修林、路扬、鲍启祥、鲍奇辰、詹少联、廖仲符、黎同新、颜伏、薛克忠、魏国运
同年补授（已知1人）：
柴成文
1962年—1963年晋升的15位少将为：
- 余光文（1962年1月3日授予）
- 张挺（1962年2月24日由大校晋升）
- 宋烈（1962年6月27日授予）
- 郑汉涛（1962年7月7日授予）
- 严家安（1962年7月24日由大校晋升）
- 罗斌（1962年7月24日由大校晋升）
- 刘福（1962年7月24日由大校晋升）
- 王元和（1962年7月24日由大校晋升）
- 李士怀（1962年7月24日由大校晋升）
- 宁贤文（1962年7月24日由大校晋升）
- 罗有荣（1962年7月24日由大校晋升）
- 张世盖（1962年7月24日由大校晋升）
- 吴杰（1963年5月27日授予）
- 王阑西（1963年5月27日授予）
- 刘西尧（1963年5月27日授予）

### 1964年晋升
1964年及1965年共有321名中国人民解放军将领晋升为少将。
318名少将是在1964年4月2日由大校军官晋升为少将军衔。其中李健少将的军衔后不被承认，直到1987年5月20日由中央军委确认“李健同志的少将军衔有效”。所以早期一些资料多记载为317位。
丁钊、于侠、于敬山、马宁、马杰、马洪山、王展、王猛、王新、王德、王璞、王万金、王子修、王文英、王世仁、王扶之、王希克、王良恩、王茂全、王香雄、王振东、王海廷、王海清、王银山、王淮湘、王道全、王毓淮、王静敏、韦统泰、毛少先、毛会义、毛和发、牛化东、牛明智、文击、方铭、方震、方明胜、方毅华、邓经纬、孔瑞云、石瑛、石一宸、石敬平、叶松盛、卢燕秋、田维新、申涵、冉泽、丛蓉滋、白云、白辛夫、白崇友、司中峰、邢荣杰、毕庆堂、吕义山、吕士英、吕作松、曲竟济、朱玉学、朱玉庭、朱兆林、朱启祥、朱直光、朱家璧、朱致平、朱鹤云、伍生荣、伍国仲、任茂如、伊文、华楠、刘汉、刘苏、刘忍、刘友光、刘世昌、刘世洪、刘世湘、刘光涛、刘光裕、刘华春、刘自双、刘国辅、刘佩荣、刘春山、刘振华、刘善本、刘瑞方、刘德才、江潮、江民风、江含章、江学彬、许诚、许志奋、阳自碧、孙俊人、纪亭榭、杜彪、杜海林、扶廷修、苏克之、苏宏道、苏锦章、李元、李伟、李改、李明、李大同、李大清、李大磊、李元明、李文一、李孔亮、李丕功、李东野、李光军、李仲麟、李克忠、李忠信、李树荣、李宏茂、李铁砧、李雪炎、李道之、李福尧、李镜如、杨弃、杨恬、杨森、杨广立、杨介人、杨以山、杨有山、杨克武、杨虎臣、杨明山、杨家保、杨斯德、萧友明、萧志贤、萧选进、萧剑飞、别祖后、吴肃、吴恺、吴彪、吴仕宏、吴永光、吴效闵、何云峰、何友发、邱岗、余致泉、余嗣贵、辛国治、汪洋、汪运祖、沙风、沈鸿林、宋治民、张午、张英、张政、张峰、张翼、张子珍、张天恕、张少虹、张中如、张水发、张玉华、张加洛、张西鼎、张行忠、张向善、张志勇、张志毅、张伯祥、张英明、张贤良、张宜步、张实杰、张荣森、张柱国、张晓冰、张清化、张强生、张献奎、张雷平、张德贵、张耀祠、陈云中、陈兴畴、陈克功、陈青山、陈炎清、陈绍昆、陈福章、林毅、林乃清、林胜国、范朝福、范普权、范富山、郁文、罗文、罗平、罗杰、罗元炘、罗文华、国林之、金振钟、周九银、周吉一、周庆鸣、周志飞、周时源、周建平、周浣白、郑国、郑本炎、宗凤洲、官俊亭、胡立信、胡贤才、胡尚礼、郝盛旺、南萍、茹夫一、赵峰、赵北源、赵华青、赵复兴、赵鹤亭、钟池、钟贤文、段士楷、段志清、姜林东、贺明、秦光远、桂生芳、耿道明、袁意奋、莫春和、聂济峰、栗彬成、贾瑞、顾鸿、夏伯勋、柴书林、柴启琨、钱春华、铁瑛、徐信、徐文礼、徐立行、徐明德、殷承祯、郭强、郭玉峰、高林、高文智、高占杰、高先贵、涂学忠、涂通今、黄烽、黄萍、曹诚、曹宇光、曹孟朴、龚兴业、龚兴贵、戚先初、常勇、常仲连、常树人、康烈功、麻志皓、梁天喜、梁中玉、彭飞、董家龙、蒋润观、程坤源、智生元、焦玉山、曾传芳、曾昭墟、曾鉴修、谢国仪、靳来川、路遐、解长林、慕湘、裴宗澄、廖明、廖步云、廖昌金、谭天哲、翟毅东、熊梦飞、黎原、黎新民、颜文斌、颜吉连、颜青云、戴克林、戴克明、戴金川、魏佑铸、瞿道文
此后，又有3位中国人民解放军将领被授予或由大校军官晋升为少将军衔，他们是
- 李如洪（1964年4月13日授予）
- 巫金峰（1964年10月30日由大校晋升）
- 吕展（1965年1月由大校晋升）

### 1988年授予

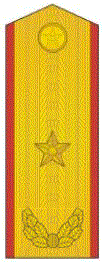
中国人民解放军少将硬肩章（88式）

### 附：军衔變動人員
- 上述一部份的少將日後晉升為中將，共有757位
- 因故被取消：1999年有劉連昆1位，自2012年11月以來有張東水、張鳴、王明貴、方文平、繆貴榮、周國泰、張根恆、吳瑞忠[4]、瞿木田、楊海、沈濤、於鐵民、郭正鋼等38位[5]
- 因故被降級：尹志山降為大校[6]
- 受其他處分：自2012年11月以來有10位，包含徐向華、葉青、孟中康[7]責令辭去全國人大代表、宋學被罷免全國人大代表職務
- 在審查中：李志坚[8]、錢衛平。

## 統計数据
目前，在世的中国人民解放军开国少将有1人：乌鲁木齐军区原副司令员王扶之，1964年4月2日晋升；而1955年授衔者则已无人在世。
在1955年被授予少将军衔，后于1988年被授予上将军衔的有：李德生、郭林祥、王诚汉、尤太忠、刘华清、向守志、李耀文等。